# Hedwige d'Anjou
Ne doit pas être confondu avec Edwige Jagellon.
Hedwige d'Anjou (Jadwiga ou Edwige), née à Buda ou Cracovie en 1373 ou en 1374 et morte à Cracovie le 17 juillet 1399 , est la première femme à être couronnée monarque du royaume de Pologne. Elle régna sur la Pologne de 1384 à 1399. Canonisée le 8 juin 1997, elle est également une sainte catholique, dont la fête est le 17 juillet.

## Biographie

### Origine
Membre de la maison d'Anjou-Sicile, Hedwige est une arrière-petite fille de Charles Martel de Hongrie, la petite-fille de Charles Robert de Hongrie et la fille de Louis Ier le Grand, roi de Hongrie et de Pologne, et d'Élisabeth de Bosnie. 
Née à Buda, capitale du royaume de Hongrie, ou à Cracovie, elle est fiancée par son père à l'âge de quatre ans au prince Guillaume d'Autriche.

### Règne
Après la mort du roi Louis Ier en septembre 1382, sa sœur aînée Marie hérite du royaume de Hongrie et du royaume de Pologne. Cependant, la noblesse polonaise souhaite mettre fin à l’Union avec la Hongrie et elle désigne Hedwige comme souveraine de Pologne. Hedwige quitte alors sa Hongrie natale et le 16 octobre 1384, elle est couronnée  « roi » (rex) de Pologne en tant que monarque à part entière,.
À la demande de la Diète polonaise qui ne souhaite pas d'alliance avec un Habsbourg, la jeune souveraine rompt ses fiançailles avec le prince Guillaume d'Autriche pour épouser le 18 février 1386 à Cracovie le grand-duc de Lituanie Jogaila ou Jagellon, son aîné de 21 ans. Ce mariage suit l’union de Krewo signée par la Pologne et la Lituanie le 14 août 1385, par laquelle les deux pays se sont déclarés d’accord pour s’unir sous une même couronne, et Jogaila est proposé comme souverain, à condition de se convertir au christianisme et d’épouser Hedwige. Au baptême, Jogaila prend le nom de Władysław (Ladislas II),,.
Hedwige et Władysław règnent ensemble pendant presque 13 ans. Hedwige s’engage fermement dans la vie politique, diplomatique et culturelle de son nouveau pays. À sa cour, elle rassemble l’élite intellectuelle de la Pologne. Elle fonde de nombreuses abbayes, églises et hôpitaux, et veille au développement du christianisme en Lituanie,,. Elle crée des bourses pour les étudiants polonais, pour leur permettre de parfaire leur instruction à l’université de Prague.
Grâce à ses efforts et ses démarches à la cour du pape, on procède à la rénovation de l’Académie de Cracovie et à la création de la prestigieuse faculté de théologie. À cet effet, elle lègue dans son testament tous ses bijoux et objets précieux,,.
À partir de 1389, elle intervient à plusieurs reprises comme médiatrice dans les relations difficiles entre la Pologne et l'Ordre Teutonique, mais également dans diverses rivalités familiales.
Le 22 juin 1399, elle donne naissance à une fille, Élisabeth Bonifacia, qui meurt le 13 juillet de la même année. Hedwige meurt pour sa part le 17 juillet, à la suite de complications liées à l'accouchement. Son mari, à la requête des États du royaume unanimes, reste l'unique roi de Pologne.

## Canonisation

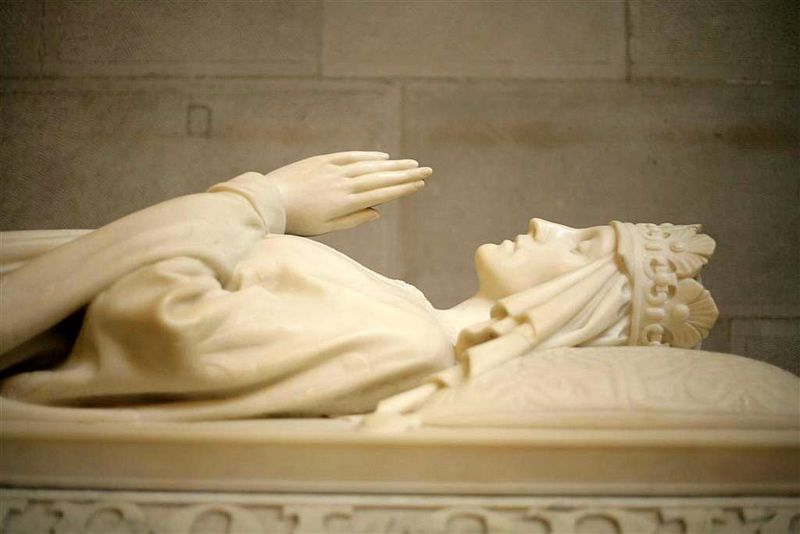
Tombeau de la reine Hedwige Ire de Pologne à la cathédrale de Wawel à Cracovie.

La jeune femme, qui parlait plusieurs langues (le latin, le bosniaque, le hongrois, le serbe, le polonais et l'allemand) est devenue la patronne de la nation polonaise et a été canonisée par Jean-Paul II le 8 juin 1997 devant une foule de 1,5 million de personnes. Elle est fêtée le 17 juillet,.
Le sarcophage de sainte Hedwige se trouve en face de l’entrée de la chapelle Sigismond à la cathédrale de Wawel à Cracovie.

## Divers

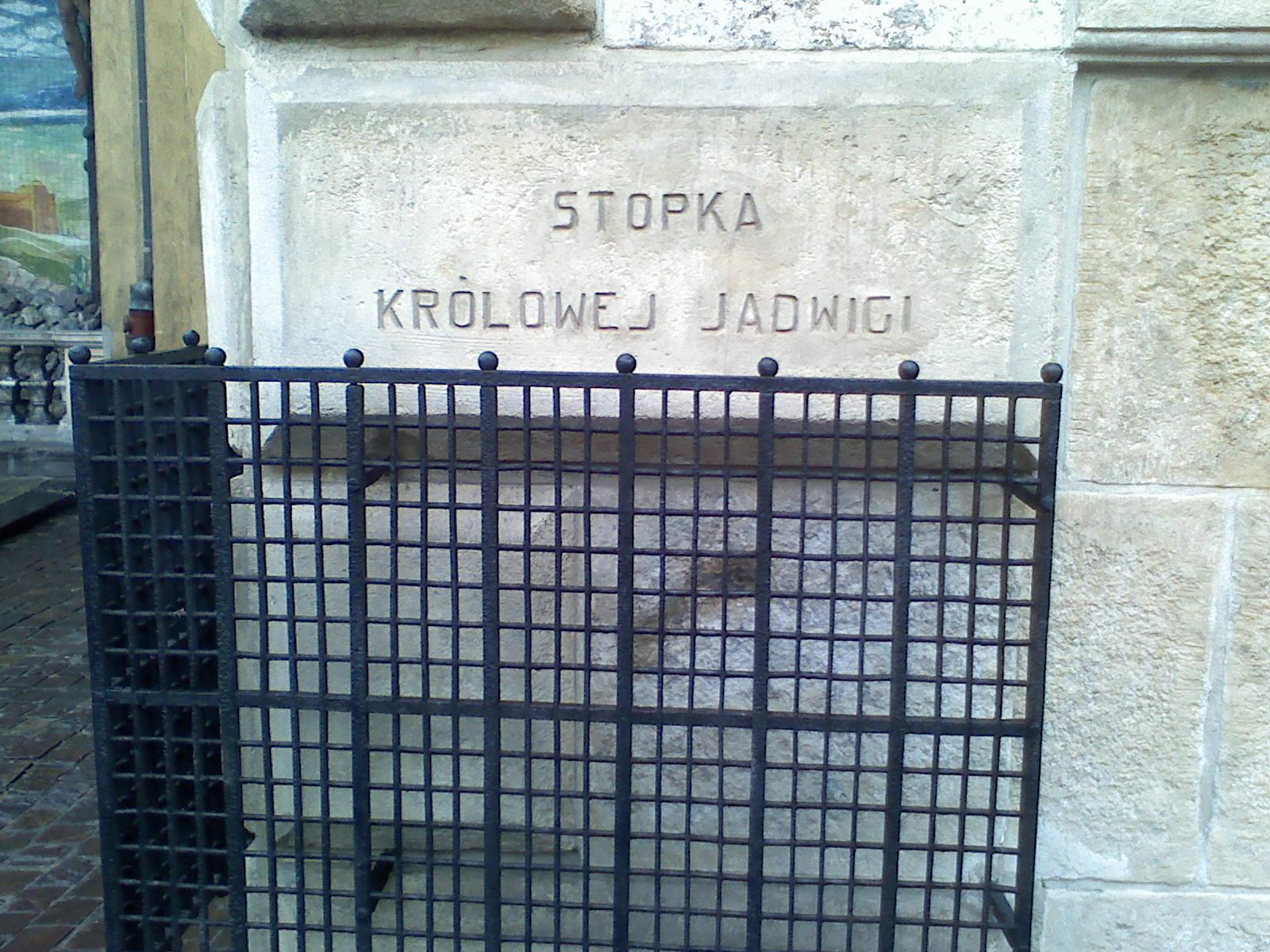
L'empreinte de pied d'Hedwige.

Une légende est liée à la construction de l’église carme de la Visitation de Notre-Dame (en) à Cracovie dite « sur le sable ». Un jour, lorsque la reine vint sur le lieu des travaux, elle aperçut qu’un des ouvriers était très triste. Elle en fut bouleversée et lui demanda  la cause de sa tristesse. Celui-ci lui fit part de sa situation familiale difficile : sa femme, mère de trois enfants, était gravement malade, frôlant la mort. Malgré son travail il ne gagnait pas assez pour pouvoir lui acheter le traitement nécessaire. La reine Hedwige, émue par le malheur de cet homme, se pencha alors pour enlever une de ses chausses, de laquelle elle enleva un fermoir en or et le donna à l’ouvrier. À ce moment-là, elle posa son pied nu sur une pierre imprégnée de chaux et y laissa une empreinte. Lorsqu’elle fut partie, l’ouvrier aperçut l’empreinte, il travailla cette pierre particulière et l’emmura dans une des parois de l’église. Il est possible d’admirer l’empreinte du pied de la reine Hedwige encore aujourd’hui. Entourée de barreaux, elle est visible dans un des angles de l’église des Carmes « sur le sable », rue Karmelicka.

## Notoriété

### Dans les jeux vidéo
- Hedwige dirige la civilisation polonaise dans le jeu Civilization VI développé par Firaxis Games en 2016[9].
- La campagne polonaise d'Age of Empires II: DE suit l'histoire d'Hedwige.